# Crush (album)
Crush – siódmy album studyjny zespołu Bon Jovi, wydany 13 czerwca 2000 roku przez wytwórnię Island. Z albumu pochodzi znany przebój zespołu It’s My Life.
W Polsce album uzyskał certyfikat złotej płyty.

## Lista utworów
| Crush | Crush                                                            | Crush   |
| Nr    | Tytuł utworu                                                     | Długość |
| ----- | ---------------------------------------------------------------- | ------- |
| 1.    | „It's My Life” (Jon Bon Jovi, Richie Sambora, Max Martin)        | 3:44    |
| 2.    | „Say It Isn't So” (Bon Jovi, Billy Falcon)                       | 3:33    |
| 3.    | „Thank You for Loving Me” (Bon Jovi, Sambora)                    | 5:07    |
| 4.    | „Two Story Town” (Bon Jovi, Sambora, Dean Grakal, Mark Hudson)   | 5:10    |
| 5.    | „Next 100 Years” (Bon Jovi, Sambora)                             | 6:19    |
| 6.    | „Just Older” (Bon Jovi, Falcon)                                  | 4:28    |
| 7.    | „Mystery Train” (Bon Jovi, Falcon)                               | 5:16    |
| 8.    | „Save the World” (Bon Jovi)                                      | 5:31    |
| 9.    | „Captain Crash & the Beauty Queen from Mars” (Bon Jovi, Sambora) | 4:31    |
| 10.   | „She's a Mystery” (Bon Jovi, Peter Stuart, Greg Wells)           | 5:18    |
| 11.   | „I Got the Girl” (Bon Jovi)                                      | 4:36    |
| 12.   | „One Wild Night” (Bon Jovi, Sambora, Desmond Child)              | 4:18    |
| 13.   | „I Could Make a Living Out of Lovin' You” (Bon Jovi, Sambora)    | 3:52    |
|       |                                                                  | 1:01:43 |

## Wykonawcy
- Jon Bon Jovi – główny wokal, gitara
- Richie Sambora – wokal wspierający, gitara prowadząca
- Hugh McDonald – gitara basowa, wokal wspierający
- Tico Torres – perkusja
- David Bryan – keyboard, wokal wspierający
- David Campbell – aranżacja